# Asilo de Niños San José en San Sebastián
El Asilo de Niños San José estuvo ubicado en un edificio construido por el arquitecto Ramón Cortazar en el número 33 de la calle de Prim. Se inauguró el 24 de agosto de 1903 con la asistencia del rey Alfonso XIII, la reina madre, los príncipes de Asturias y autoridades locales. Fue financiado por el Ayuntamiento de San Sebastián y por donaciones de filántropos donostiarras . Era regentado por las  Hijas de la Caridad.
El asilo San José tenía por objeto principal cuidar durante el día a los niños de las madres pobres, Los llevaban a las siete de la mañana y los recogían a la noche. Además de alimentar a los niños les daban instrucción.

## Historia
El primer asilo San José se edificó en 1891 entre las calles de San Marcial y de Fuenterrabía de San Sebastián. Ante el incremento del número de niños se edificó el nuevo edificio en la ribera del rio Urumea. En sus inicios llegó a acoger a 400 niños además de otros servicios benéficos. Era regentado por una comunidad de cinco Hermanas de la Caridad que eran ayudadas por personal externo. Recibían niños entre dos y catorce años.
En los primeros años contaba con un torno clausurado en 1916. Hoy día se puede ver en su fachada un angelito bajo el cual estaba situado el torno. Para estos niños la Granja de Fraisoro les suministraba leche maternizada desde 1902. Con este fin se creó en 1903 la Gota de Leche de San Sebastián que además disponía de un  consultorio pediátrico atendido por los médicos Juan José Celaya y, posteriormente,  Felipe Errandonea.
En 1929 se inauguró en San Sebastián, en la calle de Zabaleta, número 24, otra sala cuna a cargo del Ayuntamiento. Hacía las veces de guardería para las madres trabajadoras y así no recurrían a los hijos mayores para que cuidaran de los más pequeños, con evidente perjuicio de la educación de los primeros, que no iban a la escuela por esta causa. Era atendida por las Hijas de la Caridad y por el médico Antonio López Alén que era director de las Salas Cuna Municipales de San Sebastián.
En 1937, en plena guerra civil, el asilo se habilitó a modo de cárcel por el bando nacional. Posteriormente y hasta hoy día es un centro de enseñanza llamado San José Ikastetxea.